# Sonet 1 (William Szekspir)

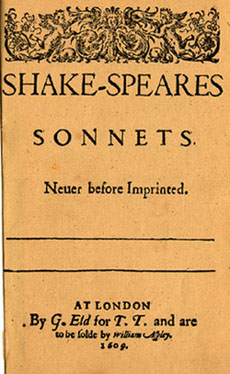
Strona tytułowa pierwszego wydania sonetów Shakespeare’a

Sonet 1 (Niech najpiękniejsze stworzenia się mnożą) – jeden z cyklu sonetów autorstwa Williama Shakespeare’a. 
Sonet ten nawołuje tajemniczego młodzieńca do posiadania dzieci, w celu przekazania potomstwu swojej urody. Nie wiadomo, kto był pierwowzorem młodego człowieka, prawdopodobnie jednak jest nim Henry Wriothesley.

## Treść
Szekspir już w pierwszej strofie nawołuje Niech najpiękniejsze stworzenia się mnożą, co można rozumieć jako stwierdzenie, iż celem mnożenia się istot jest zachowanie ich piękna. Uznaje, że [urodę] zwiędłą w grób lata ułożą, więc przekazanie urody następnemu pokoleniu jest jedyną drogą do jej ocalenia.